# Chaulgnes
Chaulgnes – miejscowość i gmina we Francji, w regionie Burgundia-Franche-Comté, w departamencie Nièvre.
Według danych na rok 1990 gminę zamieszkiwało 1286 osób, a gęstość zaludnienia wynosiła 51 osób/km² (wśród 2044 gmin Burgundii Chaulgnes plasuje się na 179. miejscu pod względem liczby ludności, natomiast pod względem powierzchni na miejscu 277.).